# Álcool benzílico
Álcool benzílico é um composto orgânico com a fórmula C6H5CH2OH. O grupo benzila é comumente abreviado "Bn", então temos BnOH, para o álcool benzílico. O álcool benzílico é um líquido incolor com um medianamente agradável odor aromático.

## Ocorrência e preparação
É um constituinte natural de uma variedade de óleos essenciais incluindo jasmim, jacinto, e ylang-ylang.  Álcool benzílico é também um solvente usual devido a sua polaridade, baixa toxicidade, e baixa pressão de vapor.
Álcool benzílico é parcialmente solúvel em água (4 g/100 ml) e completamente solúvel em álcoois e éter dietílico. É preparado pela hidrólise de cloreto de benzila usando hidróxido de sódio:
C6H5CH2Cl  +  NaOH  →  C6H5CH2OH  +  NaCl
Ele também pode ser preparado via a reação de Grignard por reagir brometo de fenilmagnésio (C6H5MgBr) com formaldeído, seguido por acidificação. Como muitos álcoois, reage com ácidos carboxílicos para formar ésteres.

## Aplicações
Álcool benzílico é usado como um solvente geral para tintas, lacas e revestimentos a base de resinas epóxi. É também um precursor para uma variedade de ésteres, usados em sabões, perfumes, e flavorizantes, assim como na síntese de fármacos. Exibe propriedades bacteriostáticas e antipruriginosas. É usado também em fotografia.

### Usos ilustrativos em síntese orgânica
Em síntese orgânica, ésteres benzílicos são grupos protetores populares porque eles podem ser removidos por suave hidrogenólise.
BnOH reage com acrilonitrila resultando em N-benzilacrilamida. Isto é um exemplo de uma reação de Ritter:
C6H5CH2OH  +  NCCHCH2  →  C6H5CH2N(H)C(O)CHCH2

### Usos em nanotecnologia
Álcool benzílico tem sido usado como um solvente dielétrico para a reconfiguração dieletroforética de nanofios.